# Les Gens d'en face
Les Gens d'en face est un roman de Georges Simenon paru en septembre 1933 aux éditions Fayard. Faisant partie de la série des « romans durs » de son auteur, il lui fut inspiré par le voyage qu'il fit en URSS quelques mois avant son écriture.

## Écriture du roman
Georges Simenon réalise au printemps 1933 un voyage en URSS autour de la Mer Noire, durant lequel notamment, il réside huit jours à Odessa (à l'hôtel London) en République socialiste d'Ukraine et peut sous la conduite encadrée de sa guide, Sonia, affectée par les autorités de l'Intourist, entrevoir l'état de la ville durant les grandes famines du début des années 1930. Il part ensuite pour la Géorgie et effectue son retour par le Bosphore en faisant escale à Istanbul.
Le roman est écrit immédiatement après son retour, durant l'été 1933 alors qu'il réside à « La Richardière » à Marsilly en Charente-Maritime. Il est tout d'abord publié en sept épisodes parus dans l'hebdomadaire Les Annales entre le 1er septembre et le 13 octobre 1933 avant d'être édité en intégralité aux éditions Fayard en septembre 1933 avec une jaquette de couverture dessinée par Bernard Bécan. Durant cette même période, Georges Simenon fait également paraître dans la presse un reportage sur les « peuples qui ont faim » reprenant de nombreux éléments, réels, présents dans le livre mais aussi introduisant dans l'article certains personnages romanesques fictifs.
Le manuscrit original aurait été vendu en 1943 au profit des prisonniers de la Deuxième Guerre mondiale. L'« enveloppe jaune » associée au roman fait partie du Fonds Simenon de l'université de Liège.

## Résumé
Adil bey est le nouveau consul turc en poste dans la ville portuaire de Batum, sur la Mer Noire, dans la jeune URSS de la fin des années 1920. Nommé à la suite du décès subit du précédent titulaire, il découvre une ville portuaire cosmopolite du Caucase — imprégnée de culture turque, perse et russe — où la population vit dans un certain degré de pauvreté, et de famine, malgré la richesse pétrolière de la république soviétique d'Adjarie exploitée par la compagnie américaine de la Standard Oil. Le consul peine à fréquenter les milieux diplomatiques de la ville ainsi qu'à comprendre la bureaucratie soviétique. Ne parlant pas le russe, il dépend de sa jeune secrétaire et interprète Sonia, assignée au consulat, qui l'assiste en tout. Celle-ci vit avec son frère, membre de la Guépéou « maritime », et sa belle-sœur dans l'appartement donnant en vis-à-vis de la chambre de fonction d'Adil bey.
L'obsession de la présence de Sonia s'en ressent sur son travail et sa santé. Une jalousie inavouée naît en lui des activités de sa jeune secrétaire hors des heures de bureau. Adil bey finit facilement par la posséder, sans pour autant se sentir assouvi en raison du sentiment que du point de vue de Sonia l'évolution charnelle de leur rapport fait partie d'un obscur rôle auquel elle est assignée. Des doutes de plus en plus oppressants prennent place en lui sur le double-jeu de la jeune femme. Non seulement il est convaincu qu'elle a dénoncé un passeur russo-turc qu'il avait reçu en sa présence, mais désormais son état de fatigue permanente et sa santé de plus en plus dégradée lui font suspecter un empoisonnement lent.
Adil bey tente de confondre Sonia lors d'une violente scène. Elle finit par lui avouer qu'elle l'espionne et lui administre effectivement, comme à son prédécesseur, un poison. Elle est mue tout à la fois par l'endoctrinement mais également par un profond sentiment de haine mêlée à l'envie de ce qu'il représente : bien que Stambouliote il est issu de la bourgeoisie aisée et éduquée occidentale et il lui est insupportable de le voir évoluer ainsi en ayant un accès matériel aux produits occidentaux au milieu du peuple qui souffre de restrictions diverses et de la faim. La vérité révélée, Adil bey, au lieu de l'accuser ou de la rejeter, se sent délivré et plus proche que jamais d'elle. Il lui propose de fuir clandestinement au plus vite l'URSS. Il prend dans l'urgence les dispositions nécessaires pour partir avec elle dès le soir même sur un cargo belge. Alors que Sonia doit le retrouver au bureau dans la matinée, la jeune femme disparaît. Adil bey valide son passeport auprès des autorités soviétiques et tente en vain d'obtenir des nouvelles de sa secrétaire. Le soir, il s'embarque seul et apprend que Sonia a été probablement dénoncée et fusillée.

## Adaptation et documentaire
Le roman est adapté en 1993 pour la télévision par Jesús Garay pour la collection « Simenon des Tropiques » d'Arte (diffusion le 29 septembre 1995) sous un titre homonyme avec Juanjo Puigcorbé (Adil bey), Estelle Skornik (Sonia) et Ben Gazzara (John).
En 2002, à l'occasion du centenaire à venir de la naissance de Simenon, Jean-Claude Riga, pour la télévision belge et Arte, réalise une enquête documentaire sur la genèse du roman et sur le voyage de Simenon à Odessa en 1933. Avec l'aide d'une guide, Olga Vaulina, ils filment la ville sur les pas de l'écrivain belge, essaient de saisir les conditions de son voyage et de consulter les différents rapports de police sur celui-ci afin de tenter de cerner les éléments réels constitutifs du roman.

## Éditions
- Éditions Fayard, coll. « La Nouvelle Collection de Georges Simenon », ill. Bécan, 1933
- Éditions Omnibus, coll. « Tout Simenon », tome 18, 2003  (ISBN 2-258-06103-2)
- Éditions Hachette, coll. « Le Livre de poche », no 14304, 2004  (ISBN 978-2253143048)
- Éditions Gallimard, Bibliothèque de la Pléiade, volume Pedigree et autres romans, 2009  (ISBN 978-2-07-011798-7)
- Romans durs, tome 1, Omnibus, 2012  (ISBN 978-2-258-09355-3)
- Romans durs, tome 1, Omnibus, 2023  (ISBN 978-2-258-20258-0)